# Hormiscioideus filamentosus
Hormiscioideus filamentosus är en svampart som beskrevs av M. Blackw. & Kimbr. 1979. Hormiscioideus filamentosus ingår i släktet Hormiscioideus, divisionen sporsäcksvampar och riket svampar.   Inga underarter finns listade i Catalogue of Life.